# Tajga (település)
Tajga (oroszul: Тайга) város Oroszország ázsiai részén, a Kemerovói területen. Fontos vasúti csomópont.
Népessége: 25 331 fő (a 2010. évi népszámláláskor).

## Fekvése, története
Kemerovo területi székhelytől kb. 85 km-re északnyugatra, Tomszktól 75 km-re délre helyezkedik el. Vasúti csomópont a Transzszibériai vasútvonal Novoszibirszk–Krasznojarszk közötti szakaszán. Vasútállomásáról indul ki északnyugat felé a Tomszkot az ország vasúti hálózatával összekötő szárnyvonal. 
A település a 19. század végén, a transzszibériai vasútvonal építése során keletkezett. A tomszki vasúti mellékvonal, mely 1895–1896-ban épült, itt csatlakozott a fővonalhoz. A vasútállomást 1898-ban nyitották meg, körülötte alakult ki a város. Évtizedekkel később a vonalat Tomszkból tovább építették északkelet-észak felé Aszino faipari központig, majd az 1970-es években Belij Jarig. Tajga város gazdasági életének alapja mindmáig a vasút üzemeltetése maradt.

## Híres emberek
- Itt született Inna Makarova (1928–2020) orosz színésznő.